# Чарпая
Чарпая, чарпай, чарпой, манджа, манджи, хат, хатра, бадж (на хинди: चारपाई; на урду: چارپائی) е вид мебел, традиционно ниско легло, срещащо се в Индия. То се състои от дървена конструкция, който вместо матрак има плитка. Често се използва за сън извън дома по време на гореща вълна.